# 列车寻宝
《列车寻宝》是一款由Hudson Soft公司制作，并于1985年发行的横向卷轴平台游戏。
玩家控制着一个名为挑战者的人物，场景发生在一辆行驶中的列车。玩家需要从列车顶部走过并沿着车尾进入列车。挑战者的基础武器为小飞刀。